# میرعلام تفرشی
میر علام تفرشی ، معروف به «میرعلام» از علما و فقهای به نام شیعه و امامزاده از تبار سادات حسینی می‌باشد که در قرن دهم هجری در تفرش به دنیا آمد. تاریخ دقیق ولادت او معلوم نیست.
وی از شاگردان مقدس اردبیلی بود.

## تحصیل
تفرشی فراگیری علوم دینی را از دوران کودکی آغاز کرد. پس از گذراندن دروس مقدماتی، به نزد مقدس اردبیلی رفت و علوم نقلی و فقه را از او فرا گرفت.
و به درجه اجتهاد رسید پس از مدتی، به تحصیل علوم شرعی مشغول گردید. وی در زهد و تقوا به درجه‌ای رسید که تمام علمای اعلام و فقهای عظام به قدر و منزلت علمی و مذهبی میر علام واقف می‌باشند .
او مورد وثوق کامل مقدس اردبیلی بوده به حدی که به شاگردان خود گوشزد می‌کنند که پس از من برای حل مشکلات علمی خود در شرعیات به میرعلام تفرشی و در عقلیات به میر فیض الله عبدالقاهر حسینی تفرشی رجوع کنید
میرعلام از سلسله سادات تفرش می‌باشد.

## وفات
میر علام تفرشی در تفرش درگذشت و در قبرستان قدیمی بنام سماق بنه در فم به خاک سپرده شد.بقعه‌ای بجای مانده‌است که مدفن عالم برجسته وجلیل القدر  میرعلام تفرشی  می‌باشد که قدمت آن به قرن یازدهم هجری واواخر دوران صفویه می‌رسد که البته سنگ قبر آن بواسطه ارزش تاریخی بسرقت رفته‌است و زمان تولد و وفات آن مشخص نیست

## معماری مقبره
این بنا طی شماره 29954 در مهر ماه سال 89در فهرست آثار ملی کشور به ثبت رسیده‌است . بنای این بقعه 6 ضلعی و تنها بقعه شش ضلعی و از هندسه معماری دوره صفویه برخورداربوده و از عناصر ساده نظیر آجر و ملات بنایی و چوب در کالبد معماری آن به کار رفته‌است .ضمن استفاده از مصالح ساده از طراحی بسیار قوی برخوردار است.به کار گیری سبک و شیوهٔ معماری صفوی و رسیدن از فرم 6 و 12ضلعی در پایه هاو نمای خارجی به فرم همگون و متقارن در نیم کره پوشش سقف و استقرار یک گنبد کوتاه و متناسب با قامت این بناو اجرای یک سقف یکپارچه بر روی سازه آن که از آجر و ملات و چوبهای کششی بهره گیری شده نشان یک قدرت و یک شاهکار معماری است.